# Reuben Radding
Reuben Radding (Washington D.C., 1966) is een Amerikaanse jazzbassist, -componist, muziekpedagoog en geluidstechnicus.

## Biografie
Radding begon zijn muzikale carrière in het punkcircuit van Washington D.C. Na zijn verhuizing naar New York in 1988 studeerde hij contrabas bij Mark Dresser en compositie bij Edgar Grana. William Parker had een sterke invloed op zijn muzikale ontwikkeling. Hij speelde in verschillende genres van avant-garde jazz tot swing, folk, popmuziek, klezmer en kamermuziek in het downtown circuit met muzikanten als John Zorn, Elliott Sharp, Anthony Coleman, Andrea Parkins, Dave Douglas, Roy Campbell en Rashid Bakr. Hij toerde in 1995 met Marc Ribot door Europa en Canada. Met zijn eigen formatie Myth Science speelde hij composities van Sun Ra en bracht hij het album Love in Outer Space uit bij Knitting Factory. Radding was ook medeoprichter van het experimentele trio Refuseniks met John Hollenbeck en Ted Reichman in 1995.
Begin 1997 verhuisde hij naar Seattle, waar hij in het trio van altsaxofonist Wally Shoup en met gastmuzikanten als Saadet Türköz, Carlo Actis Dato en Wolfgang Fuchs speelde. In 2001 trad hij op met Daniel Carter in een duo op het Earshot Jazz Festival. De concertopname, die werd uitgebracht als het album Luminescence 2003 bij AUM Fidelity, bracht hem internationale bekendheid. Hij keerde begin 2002 terug naar New York en woont sindsdien in Brooklyn. Hij werkte in zijn eigen trio met vibrafonist Matt Moran en klarinettist Oscar Noriega (Intersections, 2005) en in een improvisatietrio met Tara Flandreau en Carrie Shull (The Branch Will Not Break, 2005). Hij heeft ook albums opgenomen met Ursel Schlicht, Stephen Gauci en Carlos Bechegas (deels als duo). Samen met Nate Wooley en Mary Halvorson vormt hij de formatie Crackleknob, die in 2006 het gelijknamige album bij HatHut Records opnam. Hij heeft ook masterclasses gegeven en workshops gehouden op hogescholen en universiteiten. Als sideman werkte hij met verschillende klezmer-ensembles zoals Frank London. Radding runt het Pine Ear Music label en de STATS opnamestudio in Brooklyn.

## Discografie
- 2002: Gregg Keplinger/ Reuben Radding / Daniel Carter – Language
- 2003: Daniel Carter/ Reuben Radding – Luminiscence (AUM Fidelity Records)
- 2005: Ursel Schlicht/ Reuben Radding – Einstein's Dreams (Konnex Records)
- 2005: Brian Allen/ Reuben Radding – TromboneContrabass (Braintone)
- 2006: Stephen Gauci/ Reuben Radding/ Todd Capp – The First Thrid (577 Records)
- 2006: Jack Wright – This Is Not An Exit (Sachimay Interventions)
- 2007: Wally Shoup/ Gust Burns/ Reuben Radding/ Greg Campbell: – The Levitation Shuffle (Clean Feed Records)
- 2007: Ryan Jewell/ Reuben Radding/ Nate Wooley – Rift (Smeraldina-Rima)
- 2007: Reuben Radding/ Carlos Bechegas – Open Between (Forward)
- 2008: Ideal Bread – Transmit: Vol. 2 of the Music of Steve Lacy (Cuneiform Records) met Kirk Knuffke, Josh Sinton, Reuben Radding en Tomas Fujiwara